# Alfred P. Sloan, Jr. Prize
Der Alfred P. Sloan, Jr. Prize war ein Forschungspreis, der zwischen 1979 und 2005 von der General Motors Cancer Research Foundation für herausragende Leistungen in der onkologischen Grundlagenforschung vergeben wurde. Der nach Alfred P. Sloan benannte Preis war mit 250.000 US-Dollar dotiert.
Aufgrund wirtschaftlicher Schwierigkeiten des Mutterkonzerns wurde die Vergabe des Alfred P. Sloan, Jr. Prize 2005 eingestellt – genauso wie die des Kettering-Preis und des Charles S. Mott Prize. Statt dieser drei Preise wurde 2006 unter dem Namen General Motors Cancer Research Award nur ein einziger – ebenfalls mit 250.000 US-Dollar dotierter – Preis vergeben, Preisträger war Napoleone Ferrara. In den folgenden Jahren wurden keine Preise mehr vergeben.
15 der 37 Preisträger des Alfred P. Sloan, Jr. Prize (etwa 40 Prozent) haben später einen Nobelpreis erhalten, dreizehn den Nobelpreis für Physiologie oder Medizin, zwei den Nobelpreis für Chemie (Stand 2010).

## Preisträger
| - 1979 George Klein - 1980 Isaac Berenblum - 1981 César Milstein (Nobelpreis für Medizin 1984), 0000 Wallace P. Rowe - 1982 Stanley Cohen (Nobelpreis für Medizin 1986) - 1983 Raymond L. Erikson - 1984 John Michael Bishop (Nobelpreis für Medizin 1989), 0000 Harold E. Varmus (Nobelpreis für Medizin 1989) - 1985 Robert T. Schimke - 1986 Phillip Allen Sharp (Nobelpreis für Medizin 1993) - 1987 Robert Allan Weinberg - 1988 Yasutomi Nishizuka - 1989 Donald Metcalf, 0000 Leo Sachs - 1990 Mark Ptashne - 1991 Leland H. Hartwell (Nobelpreis für Medizin 2001) - 1992 Christiane Nüsslein-Volhard (Nobelpreis für Medizin 1995) - 1993 Hidesaburō Hanafusa - 1994 Mario Capecchi (Nobelpreis für Medizin 2007), 0000 Oliver Smithies (Nobelpreis für Medizin 2007) - 1995 Edward E. Harlow - 1996 Mark M. Davis, 0000 Tak Wah Mak - 1997 Paul Nurse (Nobelpreis für Medizin 2001) - 1998 H. Robert Horvitz (Nobelpreis für Medizin 2002) - 1999 Robert G. Roeder, 0000 Robert Tjian - 2000 Avram Hershko (Nobelpreis für Chemie 2004), 0000 Alexander Varshavsky - 2001 Elizabeth Blackburn (Nobelpreis für Medizin 2009) - 2002 John E. Sulston (Nobelpreis für Medizin 2002), 0000 Robert H. Waterston - 2003 Pierre Chambon, 0000 Ronald M. Evans - 2004 Thomas J. Kelly, 0000 Bruce Stillman - 2005 Roger D. Kornberg (Nobelpreis für Chemie 2006) | 1979: G. Klein (mit Ehefrau)1980: I. Berenblum1982: S. Cohen1984: H. E. Varmus 1984: J. M. Bishop1986: P. A. Sharp1989: Leo Sachs1990: M. S. Ptashne 1992: C. Nüsslein-Volhard1994: M. R. Capecchi1997: Paul Nurse2000: A. Hershko 2001: E. H. Blackburn2002: R. H. Waterston2002: J. E. Sulston2005: R. Kornberg |